# افسانه بن هال
افسانه بن هال (به انگلیسی: Legend of Ben Hall) یک فیلم اکشن بیوگرافی استرالیایی محصول سال ۲۰۱۶ به نویسندگی و کارگردانی متیو هولمز است که براساس زندگی جنگل‌نشین استرالیایی، بن هال و باند او ساخته شده‌است. در این فیلم جک مارتین در نقش اصلی، جیمی کوفا در نقش جان گیلبرت، و ویلیام لی در نقش جان دون نقش‌آفرینی می‌کنند.